# Pettyes gezerigó
A pettyes gezerigó (Toxostoma guttatum) a madarak osztályának a verébalakúak (Passeriformes) rendjéhez és a gezerigófélék (Mimidae) családjához tartozó faj.

## Rendszerezése
A fajt Robert Ridgway amerikai ornitológus írta le 1885-ben, a Harporhynchus nembe Harporhynchus guttatus néven.

## Előfordulása
Mexikóhoz tartozó Cozumel sziget területén honos. Természetes élőhelyei a szubtrópusi vagy trópusi síkvidéki esőerdők, lombhullató erdők és cserjések. Állandó, nem vonuló faj.

## Megjelenése
Testhossza 24 centiméter, testtömege 49–60 gramm.

## Természetvédelmi helyzete
Az elterjedési területe rendkívül kicsi, egyedszáma 1-49 példány közötti és csökken. A Természetvédelmi Világszövetség Vörös listáján súlyosan veszélyeztetett fajként szerepel.